# 罗伯特·巴乔
罗伯特·巴乔（義大利語：Roberto Baggio，義大利語發音：[roˈbɛrto ˈbaddʒo]；1967年2月18日—）是一位意大利足球运动員，场上位置是前鋒，他是世界球壇中的傳奇巨星之一。1993年獲選為欧洲足球先生金球獎以及世界足球先生第一名。他是FIFA 100成員之一，並且被《世界足球》評選為20世紀最偉大的100名足球運動員第16名，為意大利球員中的第一名。
巴乔的球風靈性十足，華麗而實用，因为在他的職業生涯大部份時間內，他的髮型都是馬尾辮，亦被稱作“神奇小馬尾”。他是虔诚的佛教徒，信奉創價學會。
巴乔於2010年世界盃后被意大利足協委任為意大利足協青訓部主任，全面負責意大利國家隊後備力量的選拔和培養。

## 早年
1967年2月18日，巴治奧在亚平宁高原北部的卡尔多尼奥小镇出生，巴乔的父亲弗洛林多·巴乔（Florindo Baggio）先生亲切的将这个小家伙称为罗伯特.巴乔。巴乔是他母亲玛蒂尔德（Matilde）的第八个孩子，在他前面排着詹娜（Gianna）、瓦尔特（Walter）、卡拉（Carla）、乔治（Giorgio）、安娜-玛丽亚（Anna Maria）、纳迪娅（Nadia）和埃迪（Eddy）这些哥哥姐姐。父亲弗奥林多经营一家小商店，而玛蒂尔德是八个孩子的母亲，所以巴治奧的孩子时代充满了自由。

## 職業生涯

### 维琴察時期（1981-85）
巴乔由他的家鄉青年队卡尔多尼奥發現後，正式開始了他的青年職業生涯，在他9歲到11歲的兩年間，他已經打進45球，並在26場比賽中提供20次助攻，還曾在一場比賽中射入6球。他的天賦被球探安东尼奥·莫拉的賞識，他在13歲時被维琴察青年队以300英鎊收購。在120場比赛射入110球後，15歲的巴乔在1983年在维琴察開始了他的職業生涯。

### 佛罗伦萨時期（1985-90）
巴乔宣佈在1985-86球季球季加盟佛罗伦萨，簽約前兩天，他右膝韌帶完全拉斷，休養接近兩年。
養傷兩年後，巴乔在1986年9月17日對博维斯塔的1986–87年歐洲足協盃賽事中完成其歐洲賽首秀，4天後，巴乔亦在對桑普多利亚的賽事中完成其意甲首秀。
再過7天，巴乔的十字韌帶再次受傷，這次為了修復他的韌帶，醫生縫了220針，總共令巴乔輕掉12公斤，但這兩次傷患沒有打擊其自信心，相反他強勢復出，顯露驚世才華。
巴乔復出後，在1987年5月10日憑自由球射入自己在意甲的第一個入球，迫和马拉多纳率領的那不勒斯；值得一提，這個入球避免了佛罗伦萨降班。

### 尤文图斯生涯（1990-95）
1990年世界杯足球赛前，以当时最高纪录1400万美元的身价从意大利佛罗伦萨足球队转会至意大利尤文图斯足球队。1993年，与队友合作，使尤文图斯俱乐部足球队获得欧洲联盟杯足球赛冠军。1994-95赛季，雖然因傷令出場次數大幅減少, 仍协助尤文图斯获得94-95赛季意大利甲組聯賽冠军。
1995年6月，与队友合作，使尤文图斯足球队获得意大利杯足球赛冠军。

### AC米兰生涯（1995-97）
面对AC米兰和国际米兰的发出的邀请书，巴乔最终选择了在95年7月6日加盟AC米兰。然而事实证明，这次选择将巴乔推向了“深渊”之中,可以失敗二字來形容此次加盟，低效的入球率在巴治奧身上找到感覺。在红黑军团之中，巴乔扮演着非主力的边缘角色。除了利比亞國腳韋亞穩坐一席正選中鋒, AC米蘭還擁有與巴治奧位置相近的前鋒沙維斯域以及較年輕及速率較高的施蒙尼, 因此卡佩罗没有重用巴乔的意图。联赛中出场28场，打入7球，正選出場大部份時間都會被中途換出, AC米兰夺冠的征途上巴乔并没有被人们冠以“关键”的字眼。
效力米兰的第二个赛季，巴乔在球队的状况并没有随着卡佩罗的离队而有丝毫的改变。奧斯卡·泰巴尼斯无力更改球队联赛疲软的状况，继任者沙基临危受命。他与巴乔的关系不用明言，用“仇人”的字眼形容他们并不为过。赛季过后，巴乔在米兰已经失去了在存在的意义。面对无情的沙基，巴乔毅然选择了加盟一家中游俱乐部博洛尼亚。

### 博洛尼亚生涯（1997-98）
為了重拾狀態入選1998年世界杯意大利代表隊, 巴治奧離開被投閒置散的AC米蘭加盟中型球會博洛尼亞, 在博洛尼亚，巴乔将标志性的马尾辫剪掉。重新赢得队友信任的他重回意甲颠峰，在安達臣、冯托兰、拉马迪等队友的帮助下，巴乔在这一年攻入22球(比新意國金童迪比亞路之21球還多一球)，在射手榜排名第三，落后当年的射手王比亞荷夫五球，落后罗纳尔多三球。这样良好的表现付他成功入選意大利代表隊參加1998世界杯, 同時亦引起了国际米兰的注意，一直以来，“圣西路情结”都萦绕在巴乔心头。他决定98年世界杯之后重回米兰，加盟国际米兰。

### 国际米兰生涯（1998-2000）
1998年世界杯後，巴乔加盟他兒時最愛的球會国际米兰，与罗纳尔多组成拍档，这对组合却没有让所有蓝黑球迷的期待变成现实。事實證明這次轉會是失敗的，經過受傷、失望的賽果及球會數次的教練變動（包括路易吉·西蒙尼、盧西斯古及鶴臣）。99-00赛季，韋利加盟球队，他与巴乔的搭档同样是联赛的一大看点，即使罗纳尔多复出后，巴乔也可以后撤到中场扮演进攻组织者角色。然而，納比的到来改变了这一切。早在尤文图斯时他与巴乔因皮耶罗结仇，两人的关系颇为紧张。果然，投入到联赛征战中，巴乔根本得不到足够的出场机会，发挥更无从谈起。經過兩年在国际米兰的歲月後，因為他與納比的分歧令他選擇不續約，在33歲時成為自由身。

### 布雷西亚生涯（2000-04）
在2000年9月加盟了是年升班马布雷西亚。在那里他可以得到充足的上场时间，他可以充分享受足球带来的快乐。在布雷西亚的三年，是巴乔职业生涯中最为快乐的一段时间。在七十多场比赛中，巴乔打入了三十多个进球。老帅马佐尼的知人善用居功至伟。在这里他赢得了尊重和人们所应当给予他的一切。赛季中，巴乔宣布2003-2004将是他本人征战联赛的最后一个赛季。3月14日晚，布雷西亚客场与帕尔马一役攻入了里程碑似的一球，这也是他参加17赛季442场意甲联赛以来攻入的第200个联赛入球。
2004年5月16日，巴乔在聖西路球場上演了个人职业生涯中的最后“绝唱”。巴乔在89分钟被替换下场之时，忧郁王子眼眶中的滚滚泪珠再也抑止不住。作为对手，馬甸尼领衔的AC米兰几乎没有给巴乔任何表演的机会。但当巴乔下场时，马尔蒂尼依然走上前来对这位“意甲最后的技术大师”致以一个拥抱。就这样，在掌声中，在全世界球迷的注目下，巴乔走完了自己职业生涯的最后一战。

## 國家隊生涯

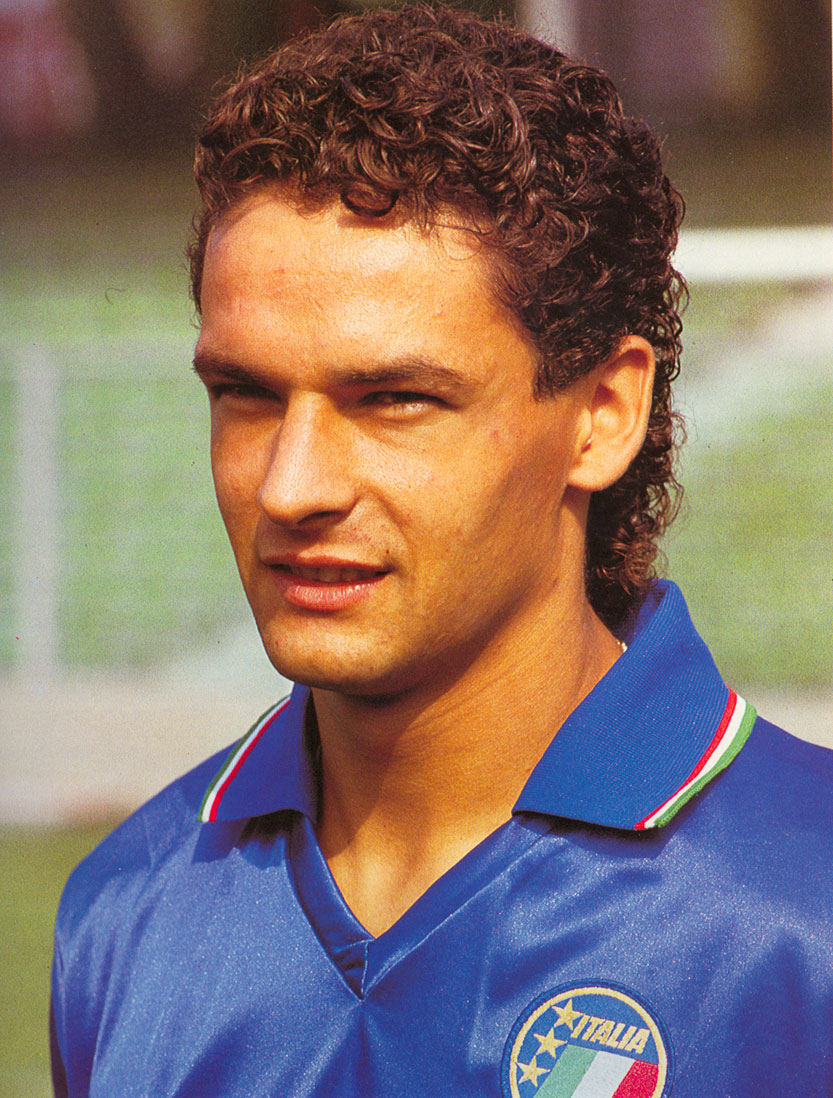
巴治奧1990年在意大利

1990年6月19日，在小组赛最后一场对捷克斯洛伐克队的比赛中，意大利队主教练维奇尼遣上了首次参加世界杯的巴乔。第78分钟时，回撤到中场拿球的意大利前锋史基拉斯遭到了对方两名队员的围抢，尽管对手以一个凶狠的铲抢将其放倒在地，但由于意队中场核心贾尼尼获得了控球权，当值主裁判依据有利原则未予判罚。贾尼尼得球后向前盘带了几步，便将皮球巧妙分给了左翼的巴乔。巴乔拿球后在第一时间与贾尼尼打了一个二过二配合，捷克斯洛伐克队的两名队员立刻被他甩在了身后，皮球再度回到了他的脚下。巴乔立即沿肋部往中路突进，他先是一个右脚横拨躲过了对手的一记飞铲，而后迅速往禁区前方冲去，又晃过了对方3号后卫卡德莱克，然后面对门将斯泰斯卡尔的封堵起脚打门，皮球乖乖地钻入了网窝，攻进此球之后，兴奋难抑的巴乔仰面倒在了草地上，能在首次参加世界杯的情况下便攻入如此神奇的进球，并帮助意大利队以2∶0取得胜利，少年得志的巴乔无愧是球场上的精灵，这粒入球在国际足联官方评选的世界杯历史十佳进球中排名第五。
巴乔是1994年世界杯意大利队的進攻核心, 打雙前鋒之一(有別於其在祖雲達斯打進攻中場)，仍憑個人入球能力带领國家隊打入决赛。在該届世界杯中，意大利隊在淘汰賽階段共打進六球，巴乔包攬其中五球，可以說是在他的帶領下，與隊友共同將意大利隊推進最終的決賽；在十六強与尼日利亚比赛中踢进2球，四分之一決賽中在与西班牙比赛中踢进致胜的一球，在半决赛中打進2球击退保加利亚。然而，巴乔在与巴西的决赛中表现的并不是十分完美，在与巴西打成0-0后，点球比赛中意大利罚失最后一个点球（巴西还剩一次罚球）后巴西队赢得了本届世界杯。然而人们经常忽略了还有两位意大利队员，和，在巴乔踢球之前就已将各自的点球踢失，當時的情況是，二隊踢完四球巴西以3:2領先義大利，也就是說巴吉歐就算踢進這一球也還要門將擋住巴西最後一球，才可以繼續再踢下去。正因為決賽前的完美表現，決賽中卻親自送走冠軍榮譽，巴乔成為世界球迷心目中的悲情英雄。
1998年法國世界盃，由於當年的新金童迪比亞路穿10號, 巴乔身披18號戰袍，第一場小組賽以助攻和最後踢進那告別4年前夢魘的点球即幫助意大利隊踢平智利隊，又在小組賽第三場與奧地利隊的比賽中打進一球，并助攻因扎吉得分。在与最后的冠军球隊法国队的四分之一決賽中，雙方120分鐘戰成平手，最後的點球大戰他英勇的第一個站在了球前，并將球準確的送入到網窩，但由於阿爾貝蒂尼和在隨後罰失，意大利隊還是止步八強，這亦是巴乔的最後一場世界杯比賽。
2002年世界杯, 縱使在布雷西亞仍有穩定入球量, 年屆35歲的巴治奧一如外界預測地並沒有入選意大利代表隊, 在十六強意大利面对主辦國南韓, 由托迪領銜的意大利鋒線戰至加時仍無法再入球, 令球迷頗有點聞戰鼓思良將的感覺。
2004年4月29日，在热那亚费拉里斯球场开始的热身赛中，意大利主场1比1战平西班牙。冠军教练特拉帕托尼将国家队最后一个机会送给了巴乔，状态颇佳的忧郁王子再次出现在国家队的阵容之中。可惜的是巴乔没能带来进球。巴乔告别了自己的最后一次国家队之旅。

## 軼事
- 自幼嗜好狩獵的巴治奧自1994年世界盃後開始篤信創價學會；是虔誠的佛教徒，在意大利人中極為罕見，每年會多次親赴日本參與活動。但佛教徒的一些清規並不影響他繼續狩獵，顯然宗教中的哲學意義對於他來說更為重要。
- 巴治奧雖然貴為巨星，過往的商業活動亦讓他家財萬貫，但他的座駕卻是一部1993款的菲亞特Panda四驅越野車。這部越野車至今仍然是巴治奧平時生活以及用來狩獵的座駕。
- 巴治奧職業生涯中國際比賽的主要競爭對手，同為世界足球先生的巴西巨星羅馬里奧曾表示，如果是巴治奧在1994年拿到了世界盃冠軍，那麼他將由巨星升華到球王的級別，成為又一個迪亞高·馬勒當拿。事實上1994年世界盃的決賽前，巴治奧所做的一切正是迪亞高·馬勒當拿在他奪得世界盃時所做的。
- 生活低調的巴治奧在網路時代一直沒有開通個人的社交網絡，直到2024年退役20年後才在她的女兒，亦是意大利時尚圈名人的瓦倫蒂娜·巴治奧（Valentina Baggio）的慫恿下開通了Instagram戶口。結果在不到3個月的時間內訂閱人數就突破40萬大關。

## 职业生涯统计
| 球會表現 | 球會表現 | 球會表現 | 聯賽 | 聯賽 | 足總盃   | 足總盃   | 洲際賽 | 洲際賽 | 總數 | 總數 |
| 球季     | 球會     | 聯賽     | 出場 | 入球 | 出場     | 入球     | 出場   | 入球   | 出場 | 入球 |
| 意大利   | 意大利   | 意大利   | 聯賽 | 聯賽 | 意大利盃 | 意大利盃 | 歐洲賽 | 歐洲賽 | 總數 | 總數 |
| -------- | -------- | -------- | ---- | ---- | -------- | -------- | ------ | ------ | ---- | ---- |
| 1982–83  | 维琴察   | 丙一     | 1    | 0    | 1        | 0        | -      | -      | 2    | 0    |
| 1983–84  | 维琴察   | 丙一     | 6    | 1    | 4        | 1        | -      | -      | 10   | 2    |
| 1984–85  | 维琴察   | 丙一     | 29   | 12   | 5        | 2        | -      | -      | 34   | 14   |
| 1985–86  | 佛罗伦萨 | 意甲     | 0    | 0    | 5        | 0        | -      | -      | 5    | 0    |
| 1986–87  | 佛罗伦萨 | 意甲     | 5    | 1    | 4        | 2        | 1      | 0      | 10   | 3    |
| 1987–88  | 佛罗伦萨 | 意甲     | 27   | 6    | 7        | 3        | -      | -      | 34   | 9    |
| 1988–89  | 佛罗伦萨 | 意甲     | 30   | 15   | 10       | 9        | -      | -      | 40   | 24   |
| 1989–90  | 佛罗伦萨 | 意甲     | 32   | 17   | 2        | 1        | 12     | 1      | 46   | 19   |
| 1990–91  | 尤文图斯 | 意甲     | 33   | 14   | 6        | 4        | 8      | 9      | 47   | 27   |
| 1991–92  | 尤文图斯 | 意甲     | 32   | 18   | 8        | 4        | -      | -      | 40   | 22   |
| 1992–93  | 尤文图斯 | 意甲     | 27   | 21   | 7        | 3        | 9      | 6      | 43   | 30   |
| 1993–94  | 尤文图斯 | 意甲     | 32   | 17   | 2        | 2        | 7      | 3      | 41   | 22   |
| 1994–95  | 尤文图斯 | 意甲     | 17   | 8    | 4        | 2        | 8      | 4      | 29   | 14   |
| 1995–96  | AC米兰   | 意甲     | 28   | 7    | 1        | 0        | 5      | 3      | 34   | 10   |
| 1996–97  | AC米兰   | 意甲     | 23   | 5    | 5        | 3        | 5      | 1      | 33   | 9    |
| 1997–98  | 博洛尼亚 | 意甲     | 30   | 22   | 3        | 1        | -      | -      | 33   | 23   |
| 1998–99  | 国际米兰 | 意甲     | 23   | 6    | 6        | 1        | 6      | 4      | 35   | 11   |
| 1999–00  | 国际米兰 | 意甲     | 18   | 6    | 5        | 1        | -      | -      | 23   | 7    |
| 2000–01  | 布雷西亚 | 意甲     | 25   | 10   | 2        | 0        | -      | -      | 27   | 10   |
| 2001–02  | 布雷西亚 | 意甲     | 12   | 11   | 1        | 0        | 1      | 1      | 13   | 12   |
| 2002–03  | 布雷西亚 | 意甲     | 32   | 12   | 0        | 0        | -      | -      | 32   | 12   |
| 2003–04  | 布雷西亚 | 意甲     | 26   | 12   | 0        | 0        | -      | -      | 26   | 12   |
| 總和     | 意大利   | 意大利   | 488  | 221  | 88       | 39       | 61     | 32     | 637  | 292  |
| 總和     | 總和     | 總和     | 488  | 221  | 88       | 39       | 61     | 32     | 637  | 292  |

## 獎項

### 效力維琴察
- 意丙A：1984-85年

### 效力祖雲達斯
- 神射手：1990-91年
- 意大利盃：1995年
- ：1993年
- 意甲：1994-95年

### 效力AC米蘭
- 意甲：1995-96年

### 个人
意大利共和國騎士勳章
- 歐洲足球先生：第一名：1993年
- 國際足協世界足球先生：第一名：1993年
- Onze世界最佳球員：第一名 1993年
- 《世界足球》：世界最佳球員 1993年
- 盖兰金最佳球員 2001-2002球季
- 加塔諾·西雷阿職業球員楷模獎 2001年
- 足球奧斯卡獎：第一名 2001年
- 金足奖：2003年
- FIFA 100：2004年
- 世界和平獎 2010年[6]

### 部分統計
- 在所有比賽合共射入 318 球
- 主射 91 個十二碼及射入其中 76 球
- 在歐洲比賽中射入 32 球
- 在世界盃決賽周射入 9 球（分別為90年意大利、94年美國 及 98年法國）